# 닛산 디젤 RN

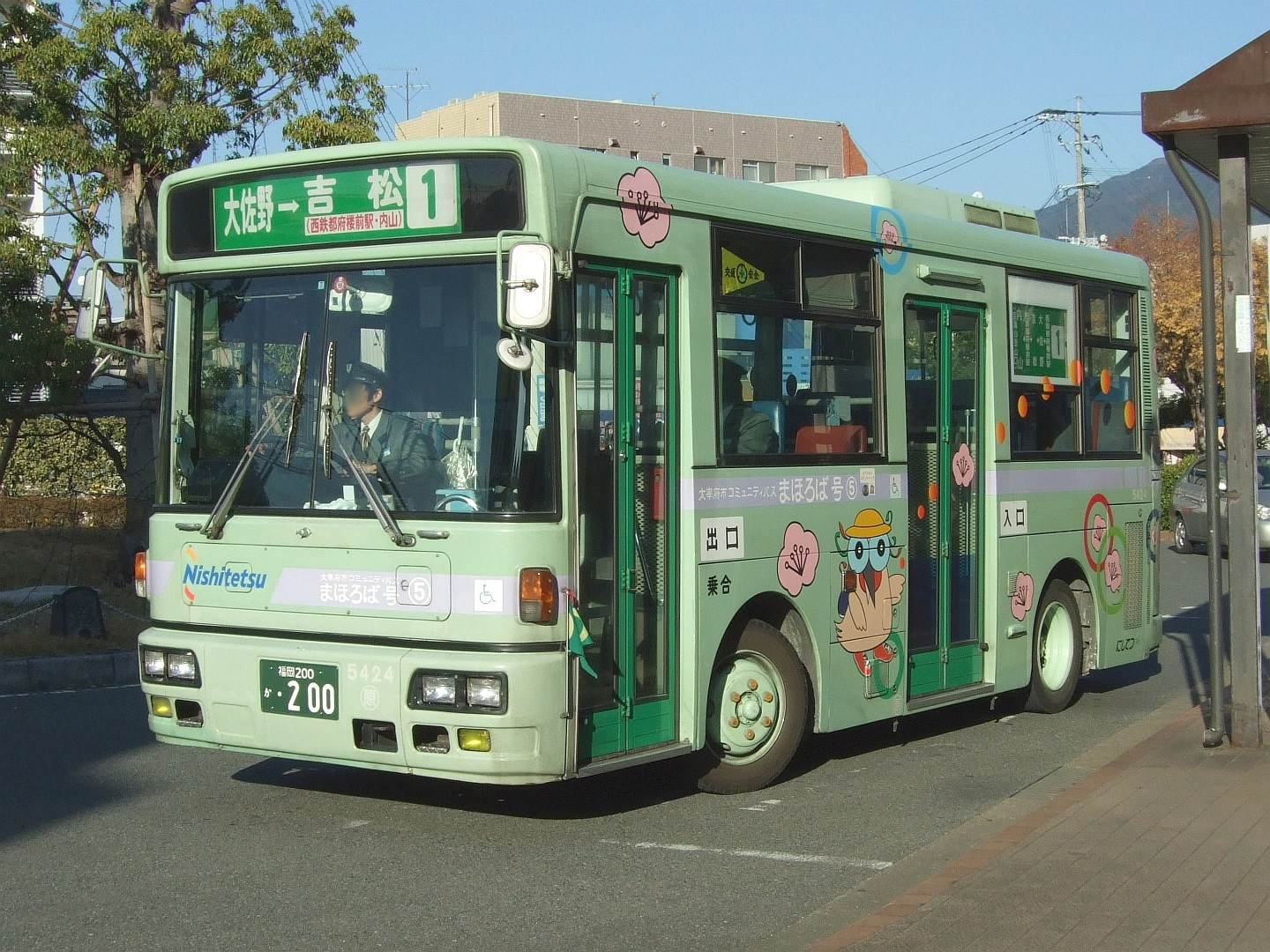
닛산 디젤 RN

닛산 디젤 RN(영어: Nissan Diesel RN, 일본어: 日産ディーゼル・RN 닛산 디이제루 아아루에누[*])은 일본 닛산 디젤 (현, UD트럭)이 만든 소형 버스로 1996년부터 2003년까지 생산했다.

## 개요
1996년 9월 26일에 최초로 출시된 모델로 당시 닛산 디젤 스페이스 러너 JP 모델을 도입했던 게이오 전철 버스의 요구로 개발된 길이 7m, 전폭 2,3m의 소형 버스로 개발되었다. 당시 미쓰비시후소 에어로 미디, 히노 레인보우, 이스즈 MR 모델이 있으나, 저상형에 대응해 휠체어 슬로프판을 일본 소형 버스 최초로 장착했다.

## 세부 정보

### KC-RN210CSN
1996년 9월 26일에 출시된 모델로 엔진의 경우 6기통 FE6E형이 탑재되었다. 미쓰비시후소 에어로 미디 MJ 모델과 마찬가지로 앵글 드라이브를 이용해 동력이 전달된다. 변속기는 5단 수동 변속기를 채택했다. 생산 초기에 후지중공업 (현, 스바루)에서 제작된 R18형E를 채택 했으나 1997년부터 서일본 차체 공업에서 제작된 96MC형이 채택되었다. 후지중공업 (현, 스바루)에서 제작된 차량의 경우 게이오 전철 버스에 인도되었고 서일본 차체 공업에서 제작된 차량의 경우 서일본 버스에 인도되었다.

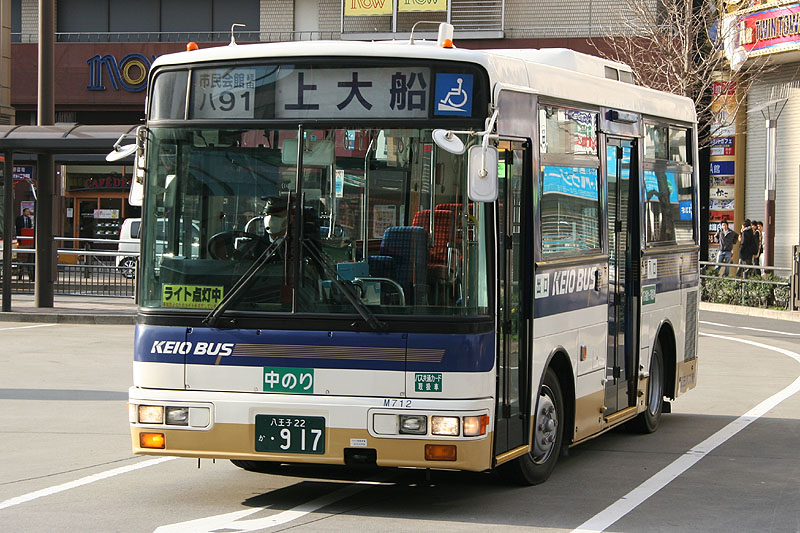
후지중공업 (현, 스바루)에서 제작된 R18형E 모델 (게이오 전철 버스 운행)
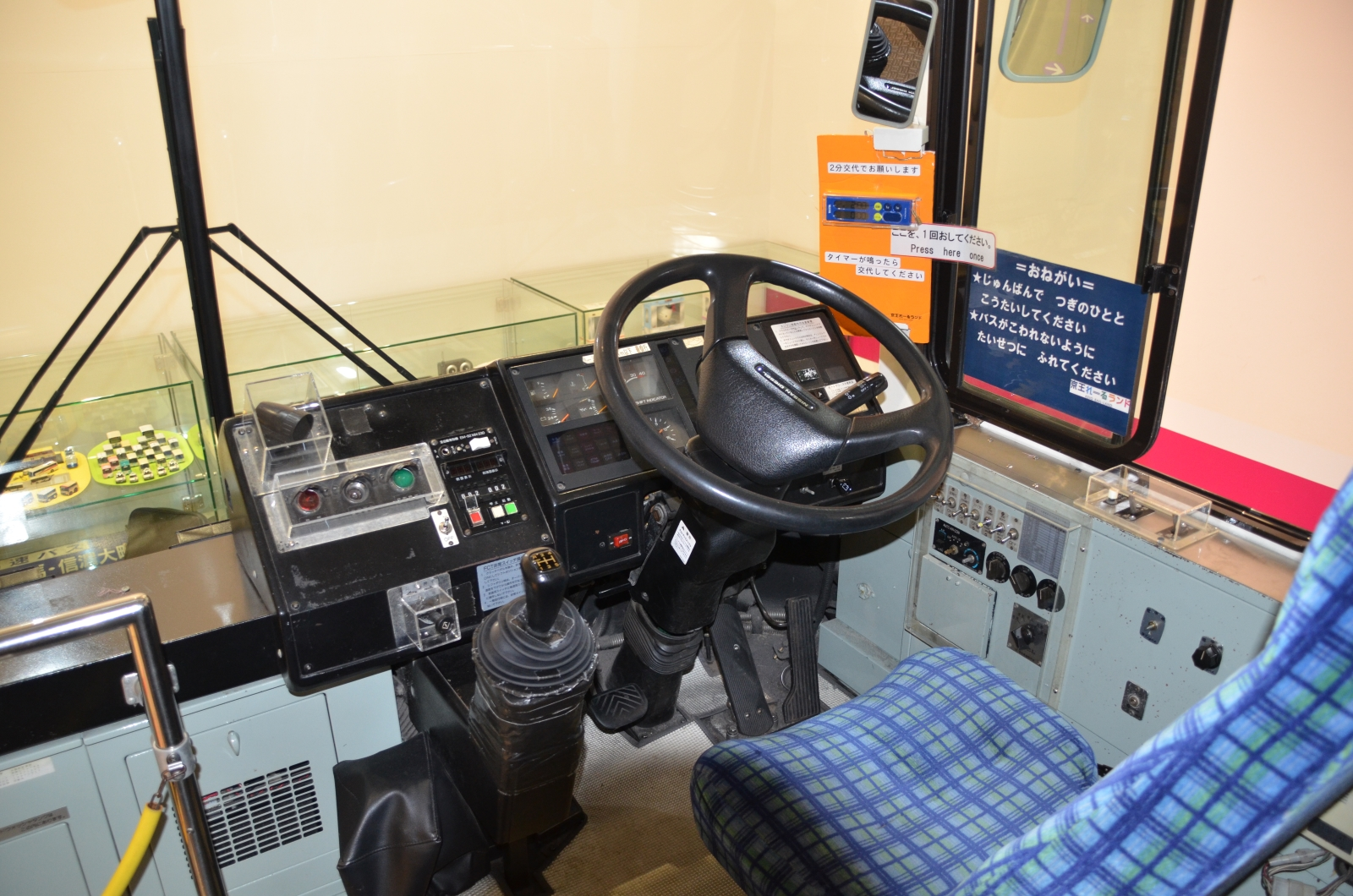
운전석 전경

### KK-RN252CSN
1998년에 배출가스 규제에 따라 마이너 체인지가 된 모델로 엔진의 경우 출력을 올린 FE6F형이 탑재되었다. 차체는 1대만 후지중공업 (현, 스바루)에서 제작된 것이고 나머지는 서일본 차체 공업에서 제작되었다.

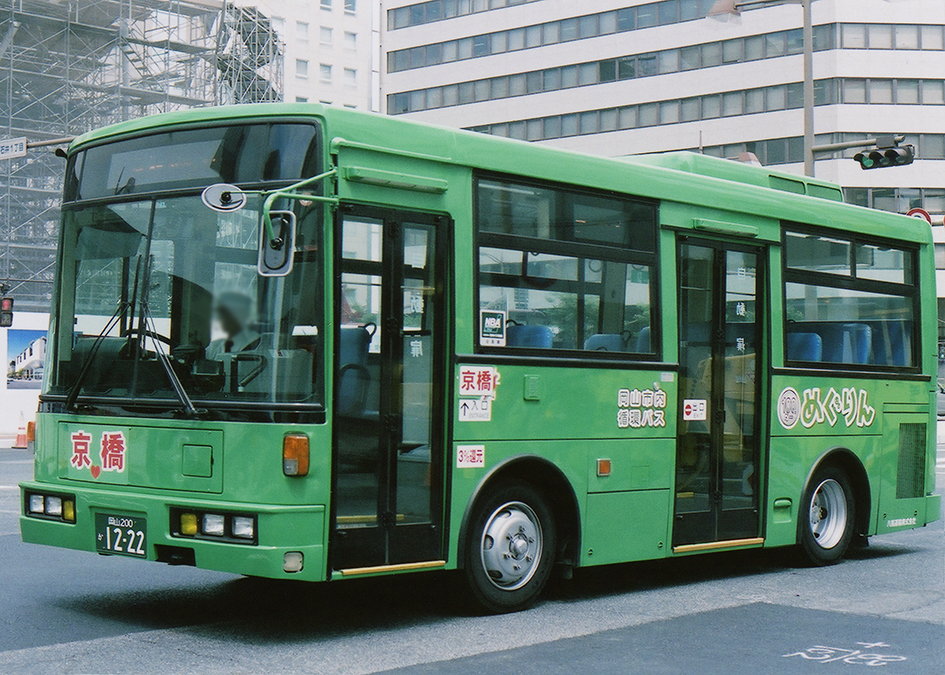
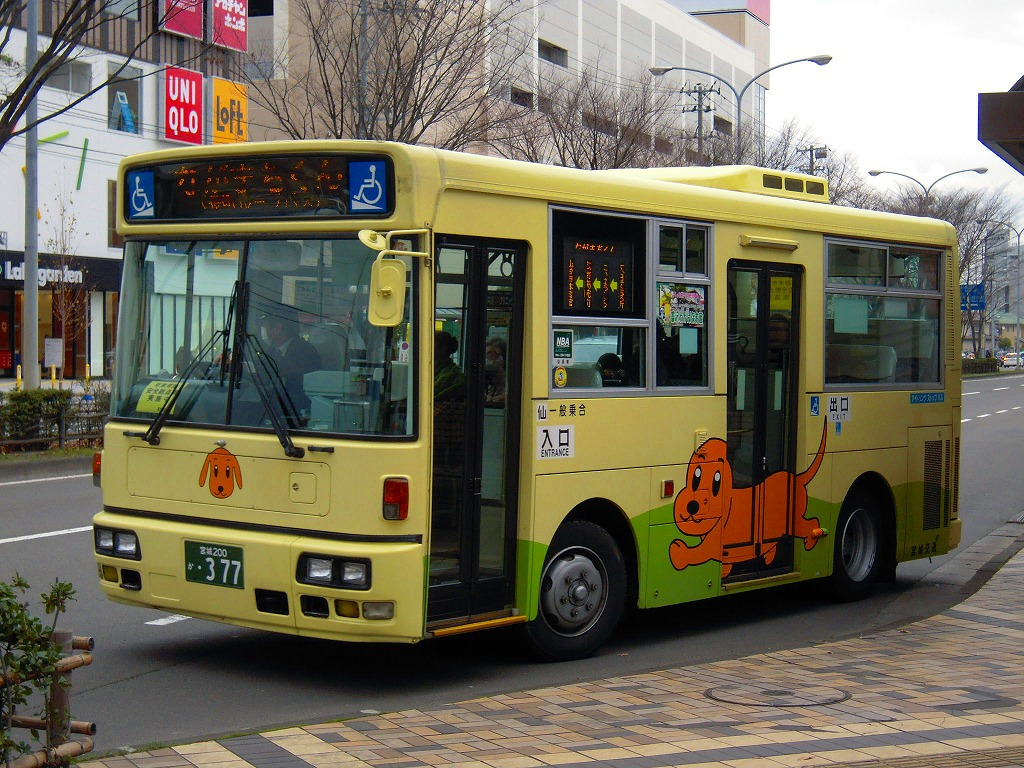

## 같이 보기
- 미쓰비시후소트럭 버스
- 서일본 차체 공업
- UD 트럭
- 닛산 디젤 스페이스 애로우
- UD트럭 SLF